# تراتوژن

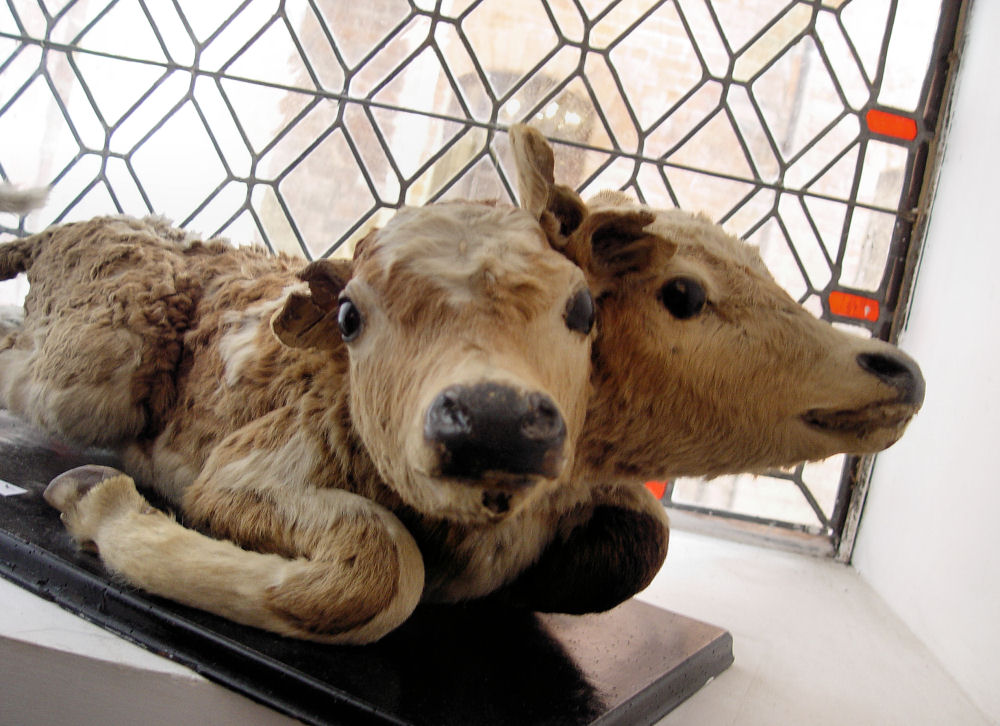
نمونه تراتوژن در گوساله دوسر

تراتوژن (به انگلیسی: Teratogenesis) (از ریشه یونانی teras به معنی «هیولا») یا آسیب‌زا به هرگونه عامل محیطی که در دوره پیش از تولد جنین، به‌آن آسیب برساند اشاره دارد. مطالعه روی این پدیده تراتولوژی نام دارد و شناخت ناهنجاری‌های مادرزادی ناشی‌از هرنوع ماده تراتوژن را دربرمی‌گیرد. تراتوژن ممکن است یک مادهٔ شیمیایی، دارویی عفونی، بیماری در مادر باردار یا یک عامل فیزیکی یا تغییر در متابولیسم بدن مادر باشد که در رویان یا جنین باعث ایجاد معلولیت‌های ساختاری یا عملکردی شود. از میان این اختلال‌ها که شامل برخی از نقص‌های شدید و مرگبار برای نوزاد نیز می‌شوند می‌توان به فوکوملیا، لب‌شکری (شکاف لب) و شکاف کام و هم‌چنین نقص و نارسایی قلبی (مانند تغییر در دیواره) اشاره نمود. از آن‌جا که دانش پزشکی در ابتدا به تأثیر زیان‌بار برخی عوامل در آسیب‌های شدید پیش‌از بدنیاآمدن نوزادان پی برده‌بود می‌توان گفت که این دانش پیشینه‌ای دراز دارد بااین‌حال آسیب‌هایی که تراتوژن‌ها وارد می‌کنند همیشه ساده و قابل درک نبوده و به چندین عامل بستگی دارد.

## تراتولوژی
تراتولوژی مطالعهٔ ناهنجاری‌های تکاملی و فیزیولوژیکی در موجودات از جمله گیاهان در کل طول عمر است. این یک شاخهٔ فرعی در ژنتیک پزشکی است که بر بررسی ناهنجاری‌های مادرزادی تمرکز دارد.
از سوی دیگر پاره‌ای از توسعه و تغییرات غیرطبیعی، ناشی از پالاینده‌های محیط زیست هستند و مطالعهٔ آنها نیز در اینجا گنجانده می‌شود. این موارد ممکن است شامل عقب ماندگی رشد، تأخیر در رشد ذهنی یا سایر اختلالات مادرزادی بدون هیچ گونه تغییر شکل ساختاری باشد.
در تراتولوژی بالینی اهدافی چون درک و یافتن یک رابطه بین ناهنجاری جنین در برخورد مادر باردار با یک مادهٔ تراتوژن و پیامد آن، تعیین میزان خطر بروز ناهنجاری در کودک در صورت رویارویی مادر با تراتوژن و همچنین تعیین میزان خطر بروز ناهنجاری در جنین در شرایط کاربرد روش‌های تشخیصی رادیواکتیو (مانند پرتو ایکس) در مادر دنبال می‌گردد.
هیچ ماده تراتوژن مطلقی وجود ندارد بلکه به شرایط و زمان و مقدار برخورد بستگی دارد. گاه مصرف بیش‌از اندازه آب یا نمک خوراکی نیز می‌تواند تراتوژن محسوب شود چراکه سلولهای رویانی باسرعت در حال تقسیم، تمایز، تکامل و مهاجرت هستند و با انسان بالغ تفاوت دارند. به‌علاوه تفاوت ژنتیکی در حساسیت برابر تراتوژن و مطالعه روی حیوانات نشان می‌دهد که حساسیت گونه‌های مختلف در برابر مواد تراتوژن تفاوت دارد. این پدیده در افراد انسانی مختلف درون یک گونه و گروه نیز تفاوت دارد. آسپرین، کورتون و نیز کمبود چندنوع ویتامین در گونه‌های موش و موش صحرایی تراتوژنز است درحالی‌که مصرف آسپرین در انسان بی‌خطر گزارش شده‌است. از دیدگاه ژنتیکی، حساسیت در برابر تراتوژن‌ها در افراد مختلف متفاوت است و به‌همین علت تا امروز ماده تراتوژن با اثر صددرصدی شناخته نشده‌است.
با این پیش‌زمینه نتیجه مطالعه و تحقیق روی حیوان را نیز نمی‌توان به انسان تعمیم داد.
رابطهٔ اندازه مصرف و پاسخ رویان نیز بررسی شده و تقریباً تمام مواد با وزن ملکولی کمتر از ۱۰۰۰ به آسانی از جفت عبور می‌کنند.

## داروهای تراتوژن
داروهای ضدافسردگی (پاروکستین)، ضد صرع (اسیدوالپروئیک، فنی‌توئین، کاربامازپین)، آرامبخش‌ها (تالیدومید، دیازپام)، آندروژن (دانازول)، مشتقات کومارینی(وارفارین)، آنتی‌متابولیت‌ها (متوترکسات)، استروژن‌ها (داتیل‌استیل بسترول)، لیتیم، کنتراسپتیوهای خوراکی، ریتنوئیدها و ید رادیواکتیو، و به‌تازگی در مقاله‌ای اثبات شده فاویپیراویر،تراتوژن هستند.
از سایر مواد تراتوژن می‌توان رتینول، جیوه، الکل، سرب و بیفنیل پلی‌کلرشده یا (PCB) را نام برد.
اندازه آسیب به رویان و جنین در مراحل مختلف بارداری، یکسان نیست. حساس‌ترین زمان، سه‌ماهه اول بارداری است که سرعت تمایز و مهاجرت سلولی به بیشترین حد می‌رسد. احتمال آسیب به رویان در این دورهٔ بحرانی بیشتر است. مصرف این داروها در دوران حاملگی ممکن‌است بر رویان یا جنین اثر تراتوژنزی داشته‌باشند.